# حزب افغانستان نوین
حزب افغانستان نوین یک حزب سیاسی در افغانستان به رهبری یونس قانونی بود. این حزب در سال ۲۰۰۴ و هنگامی که یونس قانونی از حزب نهضت ملی افغانستان جدا شد، تأسیس شد.
در آوریل ۲۰۰۵، یونس قانون ابتکار عمل را برای تشکیل جبهه تفاهم ملی افغانستان به عنوان یک اپوزیسیون گسترده آغاز کرد. اما با این حال پس از چند ماه غیرفعال شد. در دسامبر ۲۰۰۵، پس از توافق میان یونس قانونی و برهان‌الدین ربانی حزب افغانستان نوین با حزب جمعیت اسلامی افغانستان ادغام شد. تا سال ۲۰۰۶ گزارش‌های ضد و نقیضی در مورد اینکه آیا این ادغام واقعاً مؤثر بوده است یا خیر وجود داشت.